# Vassieux-en-Vercors
Vassieux-en-Vercors [vasjø ɑ̃ vɛʁkɔʁ] ist ein Dorf und eine Gemeinde mit 338 Einwohnern (Stand: 1. Januar 2022) im französischen Département Drôme in der Region Auvergne-Rhône-Alpes (vor 2016: Rhône-Alpes). Die Gemeinde gehört zum Arrondissement Die und zum Kanton Vercors-Monts du Matin. Die Einwohner werden Vassiveins genannt.

## Geografie
Die Gemeinde liegt im Vercors, etwa 38 Kilometer ostsüdöstlich von Valence. Umgeben wird Vassieux-en-Vercors von den Nachbargemeinden La Chapelle-en-Vercors im Norden, Saint-Agnan-en-Vercors im Nordosten und Osten, Chamaloc im Südosten, Marignac-en-Diois im Süden, Saint-Julien-en-Quint im Südwesten sowie Bouvante im Westen und Nordwesten.

## Geschichte

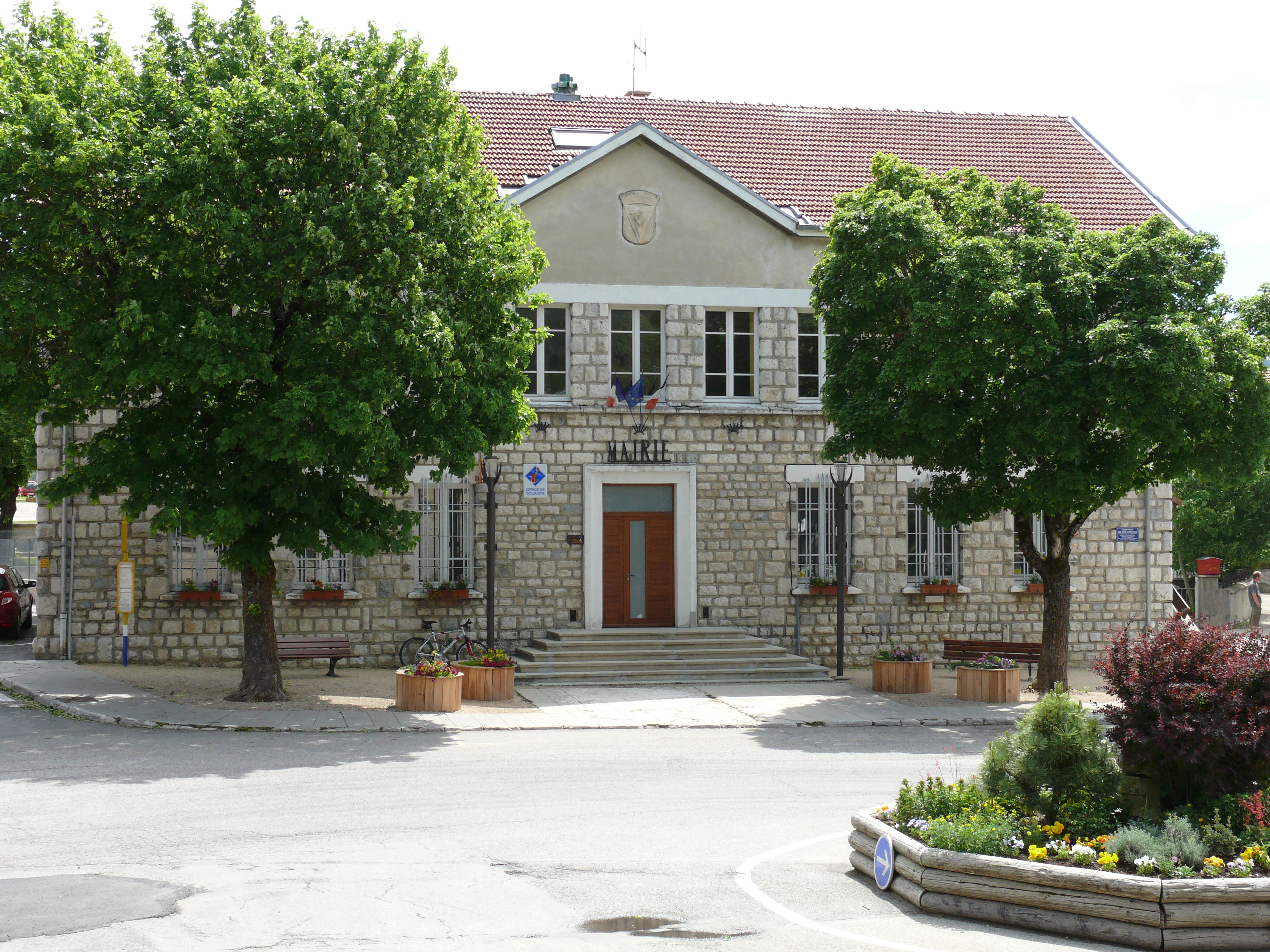
Mairie (Rathaus)

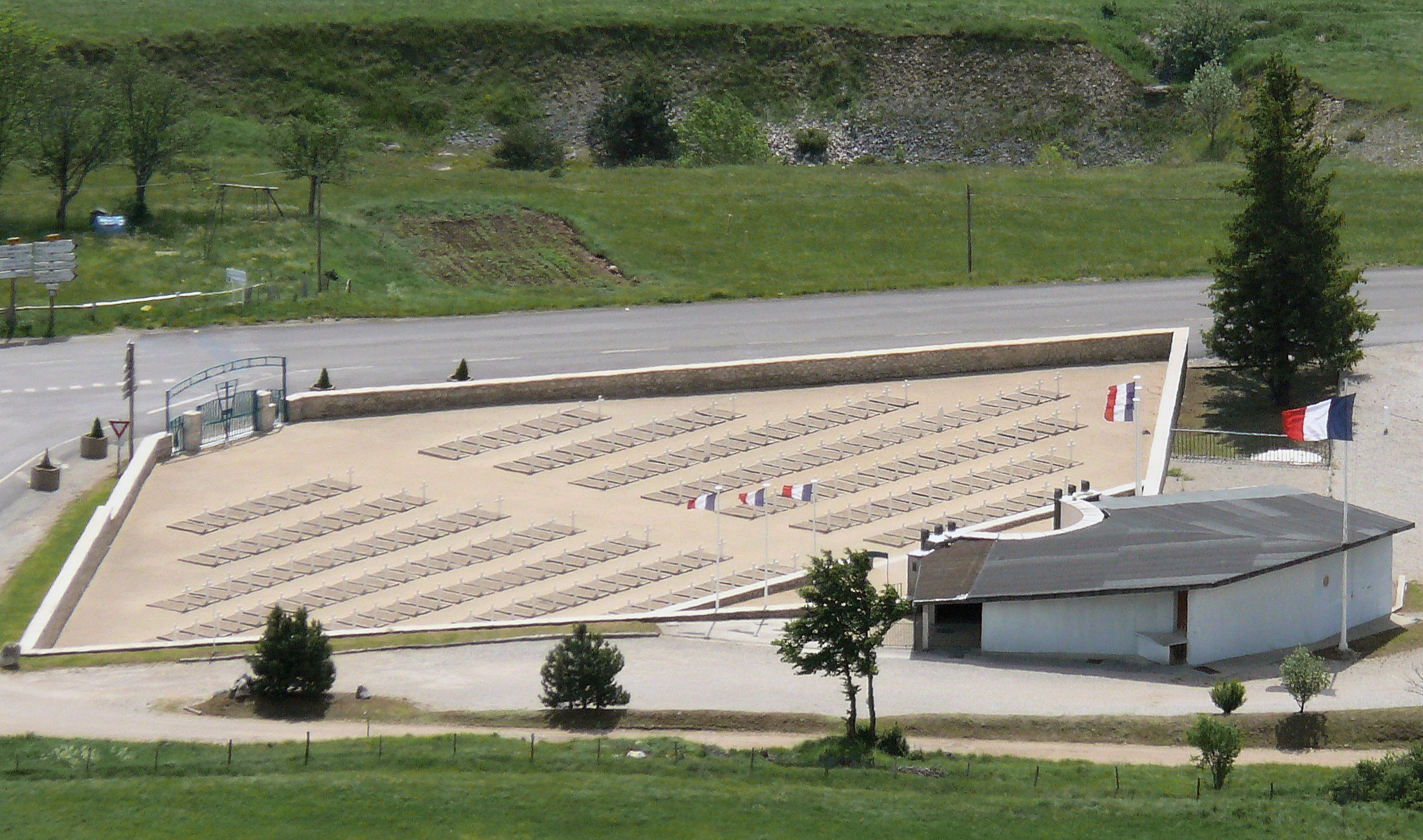
Nationalfriedhof

Vassieux-en-Vercors beherbergt mehrere prähistorische archäologische Stätten und verfügt über ein Museum für Vorgeschichte, das im Mai 1970 nach der Entdeckung einer Feuersteinsteinschlag-Werkstatt eingerichtet wurde.
Während der deutschen Besetzung Frankreichs im Zweiten Weltkrieg, führte die Milice française mit Hilfe der Polizei am 6. und am 24. April 1944 in der Umgebung Razzien gegen den Widerstand durch. Im Juni und Juli 1944 unternahm die französische Widerstandsgruppe Maquis du Vercors einen großen Aufstand gegen die Besatzer im Vercors durch und rief die Freie Republik Vercors aus. Es war das erste demokratische Gebiet in Frankreich seit Beginn der deutschen Besetzung im Jahr 1940. Der Aufstand wurde brutal niedergeschlagen. Für ihre großen Widerstandsaktionen wurde die Stadt mit dem Ordre de la Libération ausgezeichnet. Am Col de la Chau (Lage) wurde eine Gedenkstätte zur Erinnerung an die schrecklichen Ereignisse des Zweiten Weltkriegs errichtet, zu der auch ein Friedhof gehört, auf dem die Opfer eines deutschen Massakers vom Juli 1944 begraben sind.
Am 16. April 2024, dem achtzigsten Jahrestages nicht des Massakers, sondern der vorherigen Widerstands-Aktivitäten des Maquis du Vercors, begab sich Präsident Emmanuel Macron für eine Würdigung des Widerstands nach Vassieux-en-Vercors, und zwar als erster Staatspräsident der fünften Republik überhaupt. Zuvor hatte Präsident de Gaulle (1963) lediglich einen Blitzbesuch in der Gemeinde absolviert und Präsident Sarkozy (2009) sich, ebenfalls anlässlich eines Jahrestages der Geschehnisse, in das benachbarte La-Chapelle-en-Vercors begeben.

## Bevölkerung
| Jahr                       | 1911 | 1962 | 1968 | 1975 | 1982 | 1990 | 1999 | 2006 | 2019 |
| -------------------------- | ---- | ---- | ---- | ---- | ---- | ---- | ---- | ---- | ---- |
| Einwohner                  | 540  | 320  | 257  | 257  | 310  | 283  | 290  | 354  | 326  |
| Quellen: Cassini und INSEE |      |      |      |      |      |      |      |      |      |

## Sehenswürdigkeiten

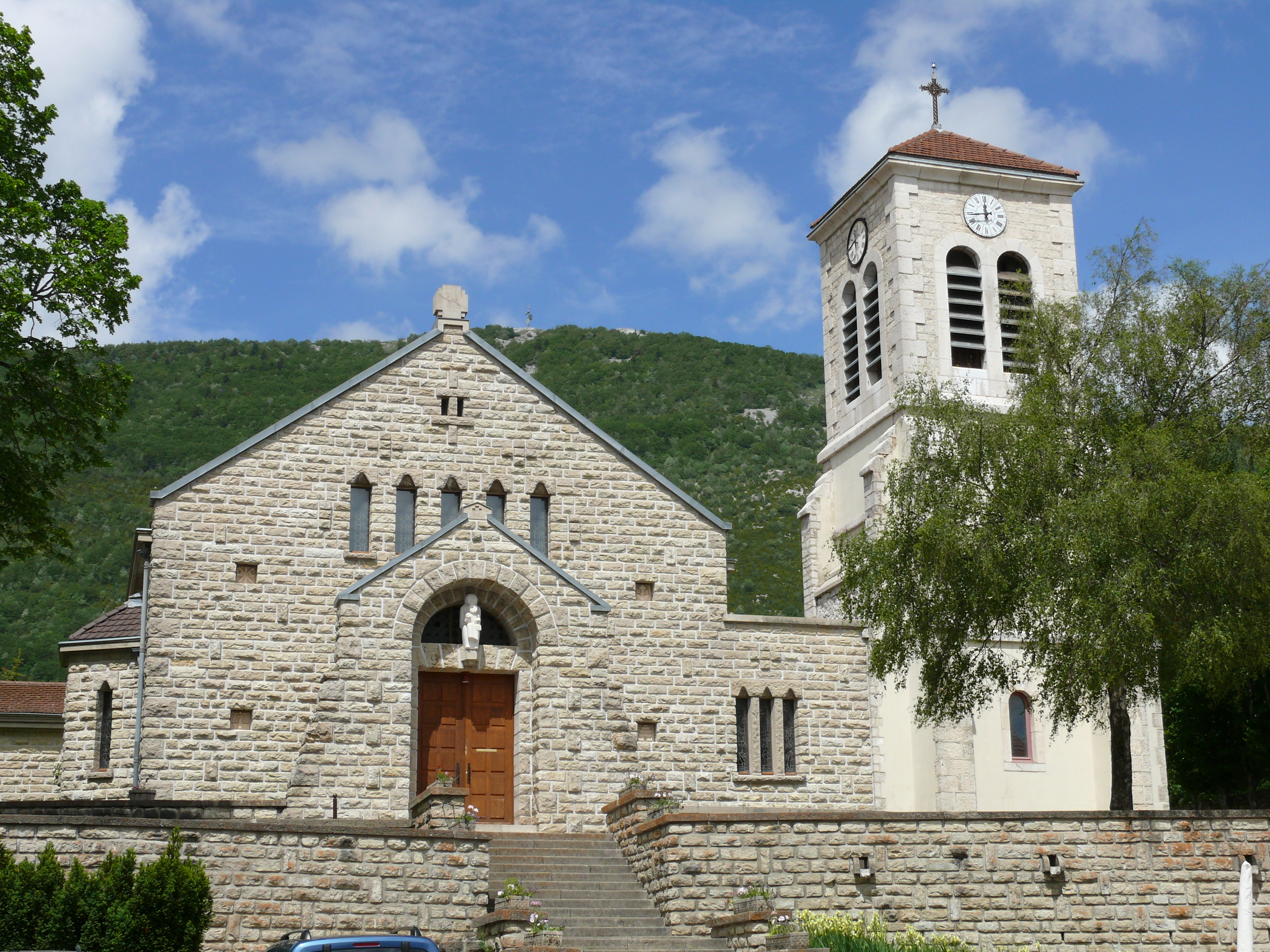
Kirche Notre-Dame-de-l’Assomption
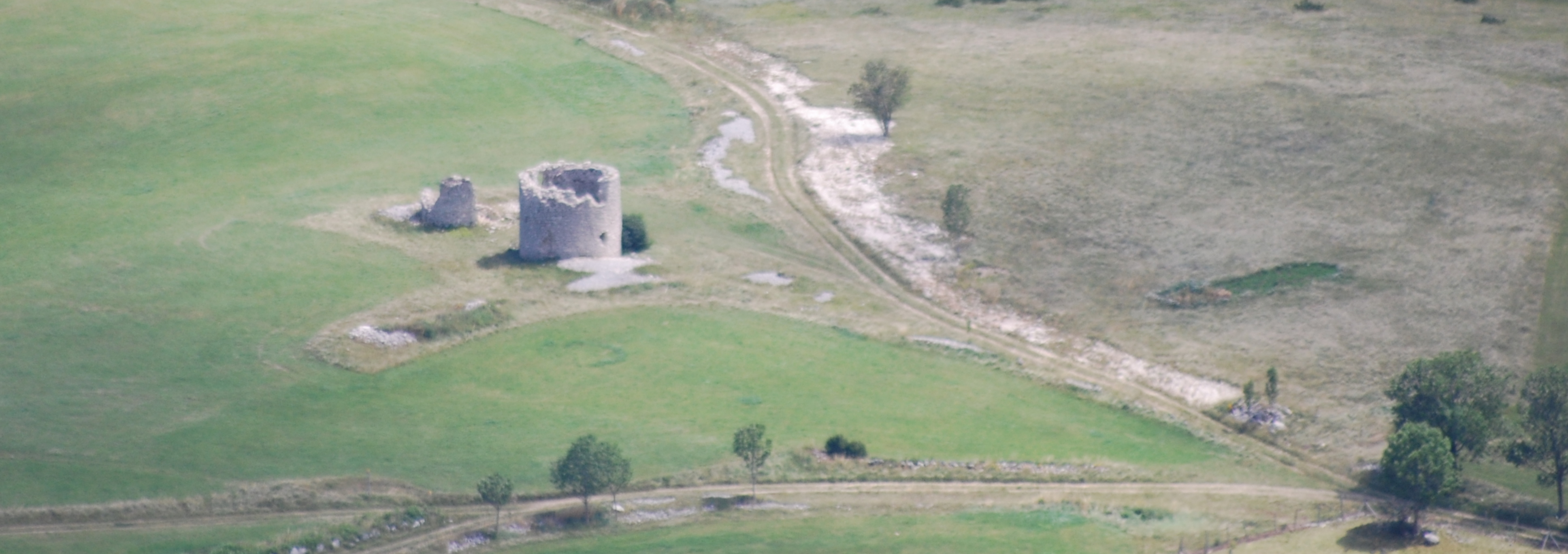
Mühle von La Mûre
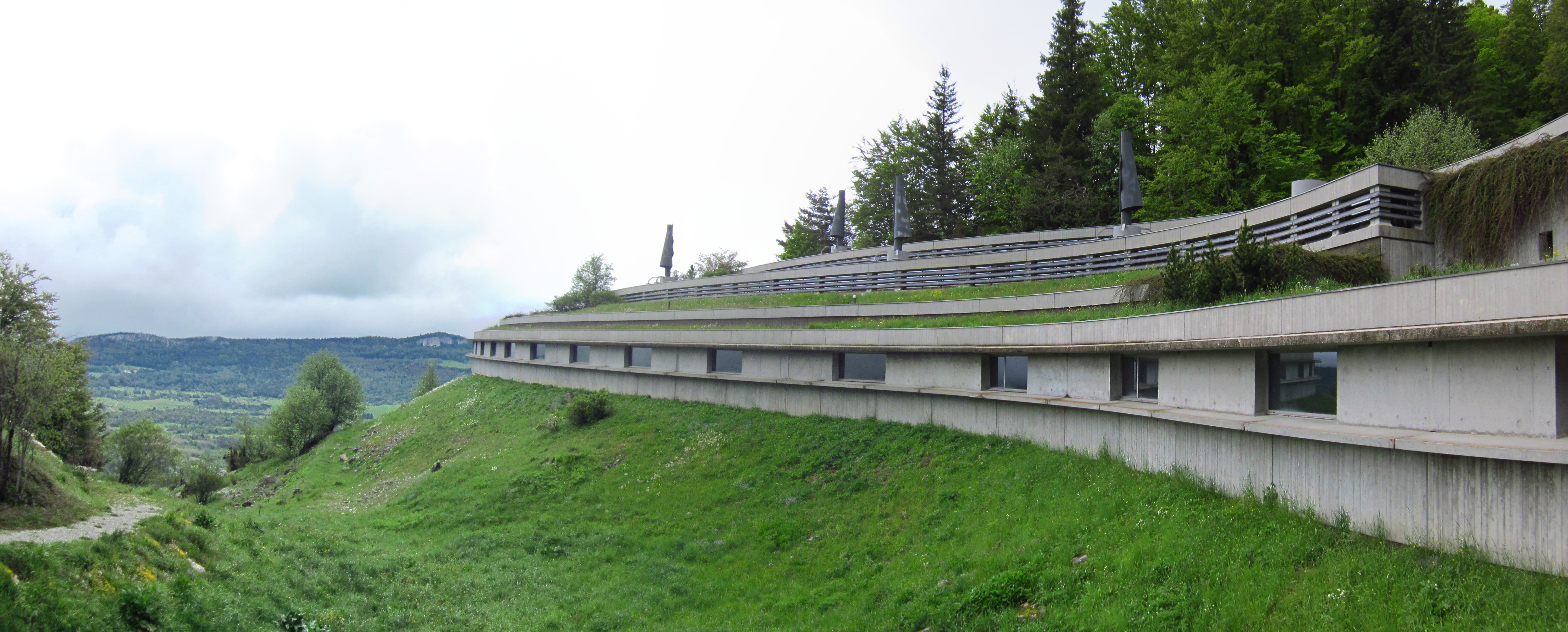
Mémorial de la résistance

- Kirche Notre-Dame-de-l’Assomption (Mariä Himmelfahrt)
- Kapelle Saint-Mamert et Saint-Edmond im Ortsteil La Mûre
- Mémorial de la résistance, Museum und Mahnmal des Widerstands im Vercors
- Nationalfriedhof Nécropole nationale de Vassieux-en-Vercors
- Höhle und Grotten
- Mühle von La Mure